# Brunnen am Lesemuseum

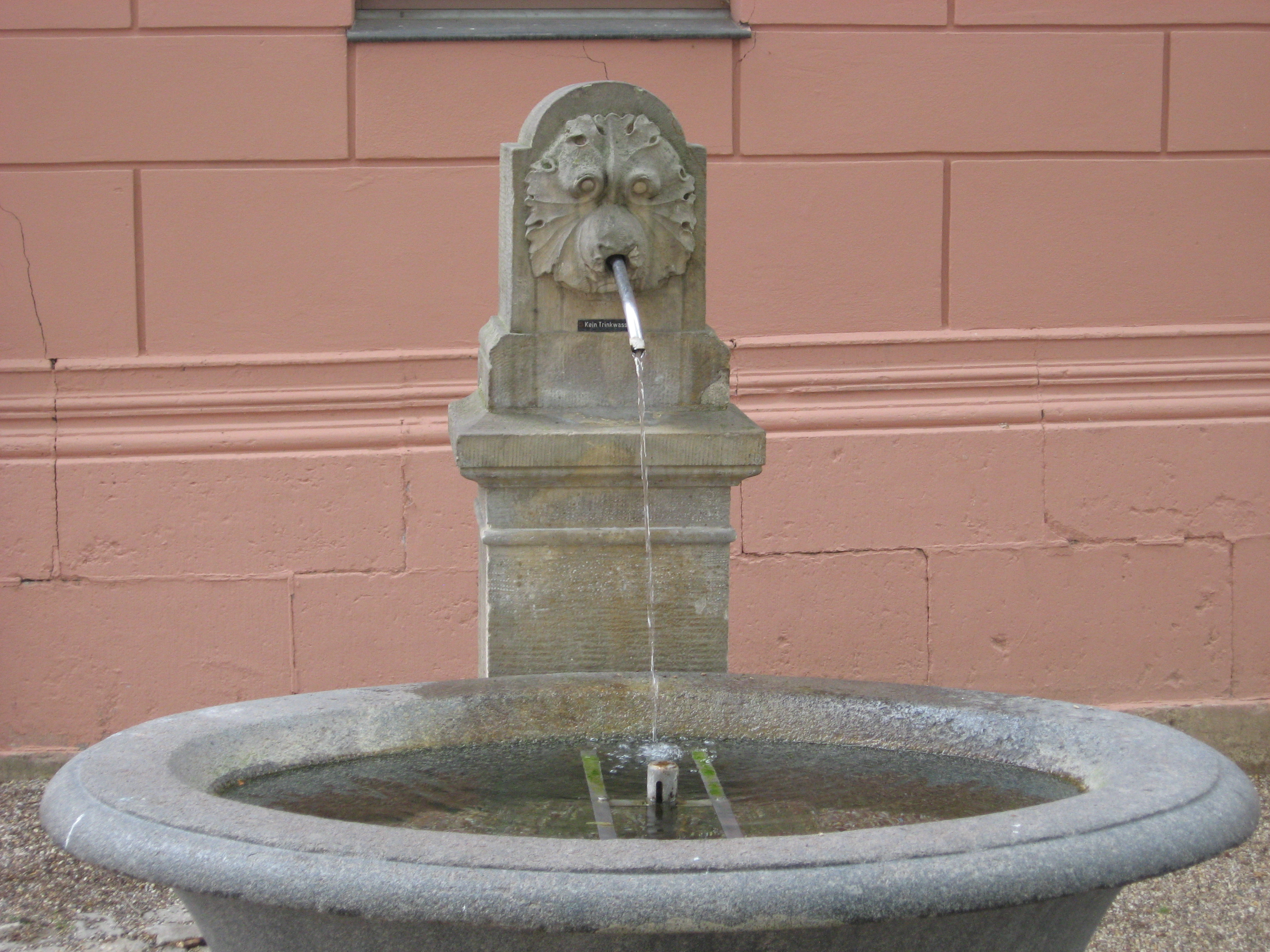
Brunnen am Lesemuseum, Weimar

Der Brunnen am Lesemuseum ist ein Laufbrunnen in der südlichen Front am ehemaligen Lesetempel bzw. Lesemuseum am  Goetheplatz in Weimar.
Durch Ratsbeschluss wurde das Brunnenbecken vom ersten „Esplanadenbrunnen“ oder Gänsemännchenbrunnen für diesen Brunnen weiterverwendet. Weil dieses für den Gänsemännchenbrunnen für zu klein erkannt wurde, setzte man dieses ovale Brunnenbecken 1864 unter Oberbaudirektor Carl Heinrich Ferdinand Streichhan an seine heutige Stelle. Laut dem Geologen Walter Steiner hat die Brunnenschale die Maße 1,7 m × 1,1 m. Bei Steiner findet sich als Material die Angabe des Brunnenbeckens mit Diorit. Er wurde von dem Steinmetzmeister Ackermann aus Weißenstadt geliefert. Der Laufbrunnen wurde vormals Chemnitiusbrunnen genannt. Dieses Brunnenbecken ist laut Hans-Joachim Leithner eine Granitvarietät namens Syenit. An diesem Brunnen wurde das erste von dem Apotheker Theodor Lüdde initiierte Hundetränkbecken angebracht. Die Brunnensäule aus Sandstein hat ein fratzenartiges Gesicht als Wasserspeier. Der Brunnen ruht auf einem Fundament aus Kalkstein.